# Colaranea viriditas
Colaranea viriditas là một loài nhện trong họ Araneidae.
Loài này thuộc chi Colaranea. Colaranea viriditas được Arthur T. Urquhart. miêu tả năm 1887.